# Rail Passion
Rail Passion est un magazine français consacré au chemin de fer qui est édité par le groupe de presse français Les Éditions La Vie du rail.

## Magazine

### Caractéristiques
Ce magazine, créé en janvier 1995, est diffusé en 2010 à 40 000 exemplaires (30 000 à l'origine). En vente en kiosque et sur abonnement, il compte une centaine de pages. D'abord bimestriel, le magazine est devenu plus tard mensuel.

### Ligne éditoriale
Le magazine La Vie du rail, à l'origine journal professionnel uniquement consacré au monde du chemin de fer sous le nom de Notre métier, s'est ouvert aux autres transports en 1988 en devenant La Vie du rail et des transports. Cette diversification a, en contrepartie, appauvri le contenu consacré au chemin de fer, en particulier les articles thématiques approfondis et les éléments détaillés tels que plans de ligne, détails techniques, etc. 
Ce choix de réorientation éditoriale d'un magazine spécialisé vers un contenu plus généraliste et moins développé a progressivement éloigné le lectorat traditionnel du magazine, en particulier les anciens cheminots. Afin de pallier cette carence, un nouveau titre consacré exclusivement à cette thématique est créé en 1995. Magazine pour passionnés, il aborde tout sujet en relation avec l'actualité du chemin de fer et uniquement celui-ci : histoire, matériel, technologie, modélisme ferroviaire, etc. Des articles sont, régulièrement, signés par des spécialistes du ferroviaire,.
Succédant à Bruno Carrière, Olivier Bertrand est désormais rédacteur en chef de la revue. Parmi les collaborateurs réguliers qui constituent la véritable rédaction de la revue, on retrouve Sylvain Assez, Philippe-Enrico Attal, Marc Carémantrant, Régis Chessum, Bernard Collardey, André Grouillet, Stéphane Etaix, Luc Levert, Sylvain Lucas, Sylvain Meillasson, Jacky Quatorze, Romain Viellard, chacun spécialisé dans un domaine ou une région particulière. Plus récemment, des journalistes de Ville, rail & transports apportent leur contribution à la publication. En juin 2014, la revue a publié son numéro 200, avec une rétrospective et une photo de ses principaux rédacteurs. 